# Schloss Ruurlo

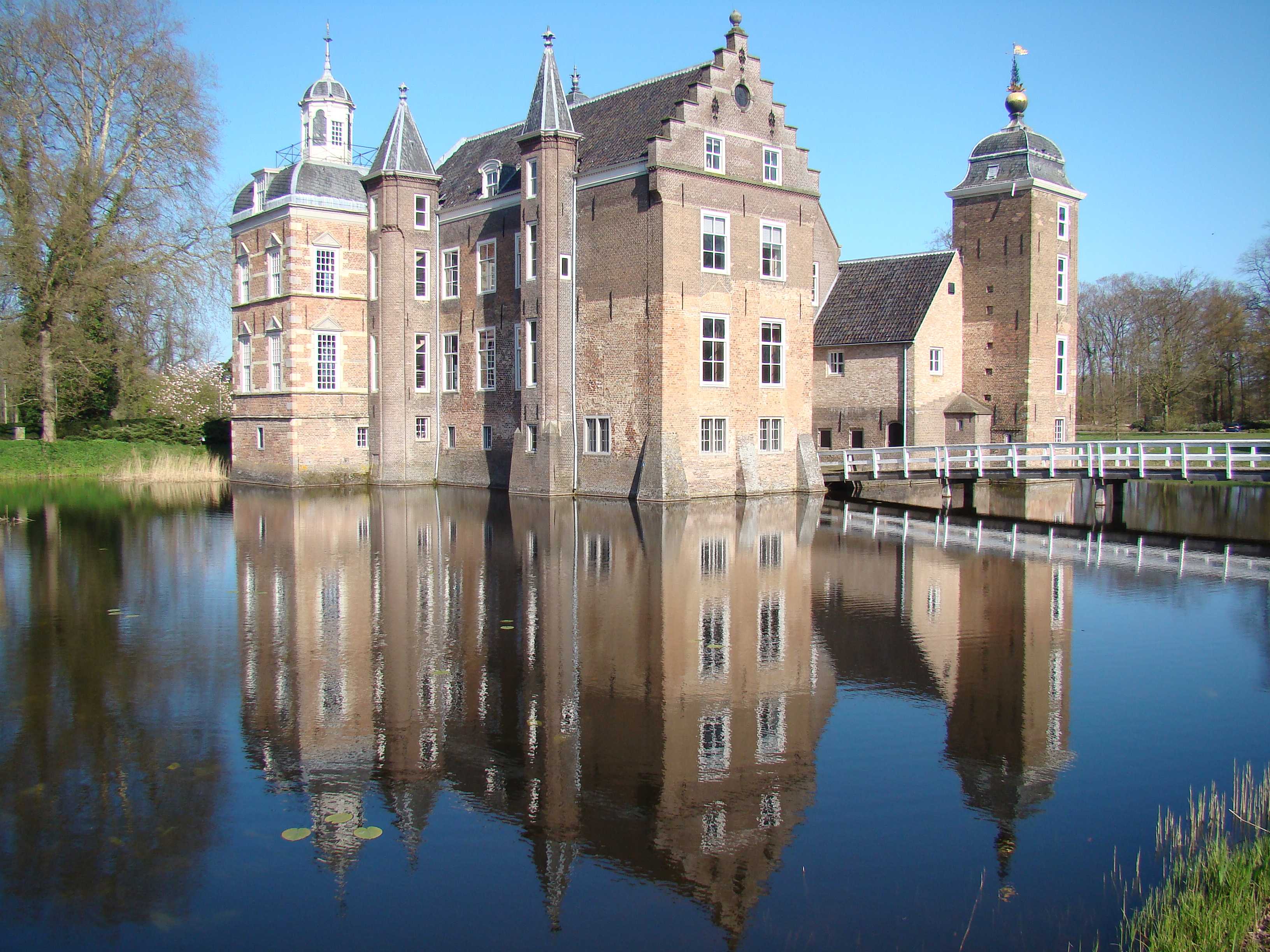
Schloss Ruurlo

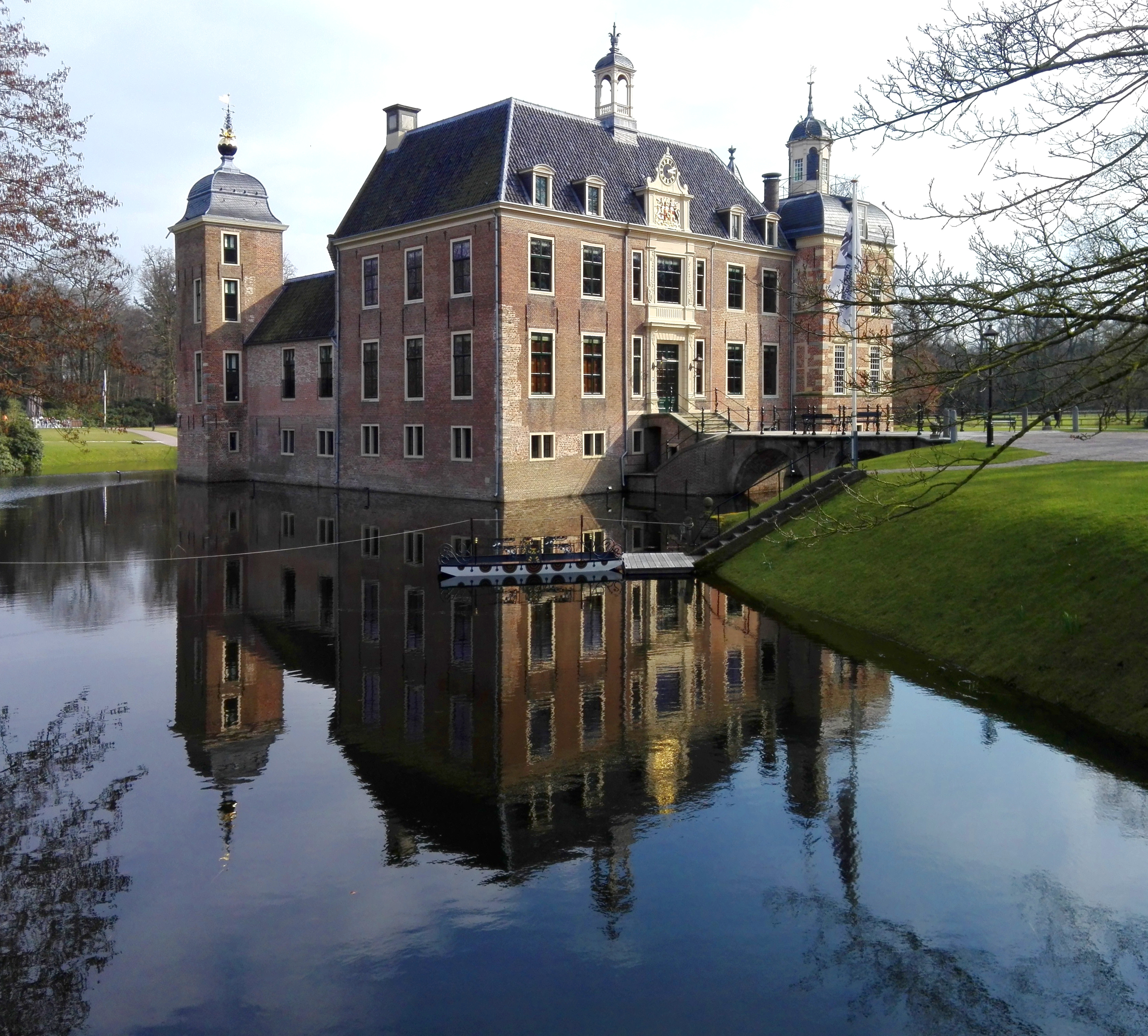
Westseite

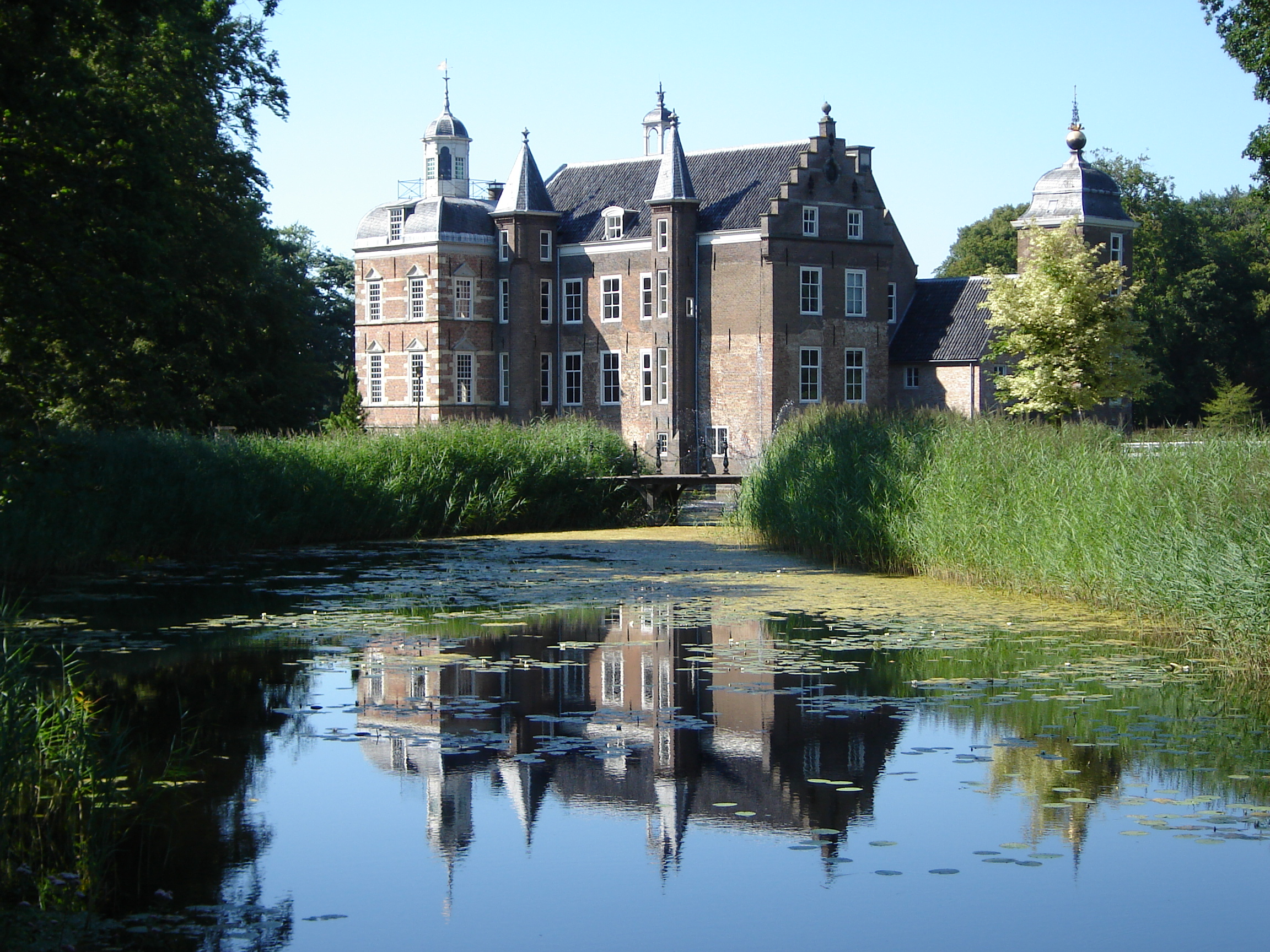
Südseite

Schloss Ruurlo (niederländisch Huis Ruurlo) ist ein barockes  Schloss in Ruurlo in der niederländischen Provinz Gelderland. Das Bauwerk ist ein Kulturdenkmal. Seit 1984 wird es als Rathaus genutzt, es beherbergt auch als Zweigstelle des Museums MORE in Gorssel eine Sammlung von Werken des Malers Carel Willink.

## Geschichte
Das Haus Ruurlo ist ein vollständig geschlossenes, unterkellertes Gebäude aus rotem Backstein, das ab dem 16. Jahrhundert in mehreren Phasen erweitert wurde und daher aus verschiedenen Baukörpern besteht.
Die heutige Fassade besteht aus einem rechteckigen Block mit einem schweren quadratischen Turm auf der rechten Seite (Süden). Auf der Rückseite (Osten) umschließen verschiedene Flügel und Türme in unterschiedlichen Größen und Baustilen einen kleinen zentralen Innenhof, in dem sich seit 1984 der Haupteingang befindet. In den Jahren 1727–1728 nahm das Gebäude seine heutige Form an. Vor seiner neuen Funktion wurde es 1982–1983 restauriert. Die Restaurierung wurde vom Architekturbüro Heineman-Vos-Ten Broeke B.V. aus Velp überwacht und von Woudenberg B.V. aus Zutphen ausgeführt.

## Architektur
Der Kern des heutigen Hauptgebäudes, ein rechteckiger Backsteinbau mit sieben Fensterachsen, bestehend aus zwei Stockwerken und einem Dachgeschoss unter einem geneigten Walmdach mit glasierten, abgestumpften altholländischen Ziegeln (das vorhandene Schieferdach wurde 1982–1983 nach dem Vorbild des 19. Jahrhunderts ersetzt), stammt aus dem 16. Jahrhundert. Die symmetrische Fassade hat einen leicht ansteigenden, drei Joche breiten Mittelteil, der aus einer dekorativen, mit Steinen verkleideten und weiß getünchten Mittelachse mit Eingang und Fenster besteht, die von Pilastern eingerahmt und von einem Aufsatz mit den Allianzwappen (Van Heeckeren und Van Lynden) und einer Uhr gekrönt wird. Schmale, mehrflügelige Fenster sind auf beiden Seiten der Mittelachse angeordnet. Der Eingang besteht aus doppelt verglasten Türen mit kleinen Scheiben und ist über eine Bogenbrücke (1708) und mit Geländer, einer einfachen schmiedeeisernen Balustrade, zugänglich. Die Vorder- und die linke (nördliche) Seitenwand sind mit Schiebefenstern im Empire-Stil versehen, im Untergeschoss befinden sich Zweischeibenfenster. Auf dem Dach erhebt sich ein hölzerner Glockenturm mit offener Bogenkonstruktion unter einem vierseitigen, mit Schiefer gedeckten Kuppeldach. Die Glocke (1760), ein Werk von C.W. Voigt, schlägt jede halbe Stunde. Sie wird von einer mechanischen Uhr aus Paris (um 1908) angetrieben. Die vorderen Dachgauben haben Giebel mit Segmentbögen. An der rechten (südlichen) Seite des Blocks befindet sich ein schwerer Turm im Renaissancestil auf einem rechteckigen Sockel, bestehend aus zwei Stockwerken und einem Dachgeschoss unter einem vierseitigen, abgeflachten, mit Schiefer gedeckten Kuppeldach, das von einer achteckigen Holzlaterne gekrönt wird. Am Dachgesims ist die Jahreszahl 1572 eingraviert, die an die Errichtung oder Renovierung des Gebäudes erinnert. Hartsteinblöcke markieren die Ecken und Fensteröffnungen. Über den Fenstern sind sich dreieckige Hartsteingiebel mit Muschelfüllungen angeordnet. Horizontale Hartsteinbänder sind vor den Giebelflächen angebracht. Bei der Restaurierung 1982–83 wurden die Reichsfenster durch Schiebefenster mit kleineren Scheiben ersetzt. Die Fassadenbereiche der Laterne auf dem Dach sind abwechselnd mit mehrflügeligen Fenstern und Feldern mit Paneelen in Spiegelbogenoptik versehen. Die achteckige, schiefergedeckte Kuppel wird von einer ornamentalen Wetterfahne mit den Allianzwappen von Van Heeckeren und Van Lynden gekrönt. Die Laterne ist von einer einfachen Eisenbalustrade umgeben. Der südliche Flügel auf der Rückseite stammt aus dem 17. oder frühen 18. Jahrhundert (Zeichnung von C. Pronk, 1732) und besteht aus zwei Stockwerken und einem Dachgeschoss unter einem Satteldach, das mit glasierten altholländischen Ziegeln gedeckt ist. Der Endgiebel (Osten) wird durch einen Stufengiebel aus dem 19. Jahrhundert gebildet. Die Giebel haben Schiebefenster im Empire-Stil mit vergitterten Zweiflügelfenstern und Mehrscheibenfenstern im Untergeschoss. An der Spitze des Treppengiebels befinden sich ein „Œil de bœuf“ (Ochsenauge) und Zieranker. An der Südseite des Flügels stehen zwei schlanke Türme unter einem mehrseitigen, mit Schiefer gedeckten Walmdach, die wahrscheinlich im 19. Jahrhundert zur Unterbringung von Sanitäranlagen hinzugefügt wurden. In diesen Türmen befinden sich eine schlanke Wendeltreppen mit ornamentalen gusseisernen Balustraden vom Ende des 19. Jahrhunderts. Die Giebel des Flügels und der Türme sind bis zur Hälfte der Kellerfenster abgestützt. Der nördliche Flügel auf der Rückseite stammt ebenfalls aus dem 17. oder frühen 18. Jahrhundert (Zeichnung C. Pronk, 1732). Heute besteht dieser Teil aus zwei Stockwerken unter einem mit glasierten Klammerziegeln gedeckten Satteldach. Das zweite Stockwerk wurde 1982–1983 auf der Grundlage einer Zeichnung von C. Pronk aus dem Jahr 1732 hinzugefügt. Der Flügel endet in einem teilweise freistehenden Turm auf einem rechteckigen Sockel mit drei Stockwerken unter einem schiefergedeckten Satteldach, das mit einer Wetterfahne gekrönt ist. Flügel und Turm haben Fenster wie im Hauptgebäude.
Das Innere des Ruurlo-Hauses ist bemerkenswert gut erhalten geblieben. Es spiegelt die verschiedenen Bauphasen wider, wobei der Schwerpunkt auf dem 18. Jahrhundert liegt (Barock und Rokoko). Die historische Ausstattung der Räume besteht im Allgemeinen aus Vertäfelungen aus dem 18. Jahrhundert (manchmal mit Innenläden und Fensterbänken), Stuckdecken (18. und 19. Jahrhundert), Sopraporten und Kaminen mit Kaminverkleidungen und Kaminaufsätzen (18. und 19. Jahrhundert). Die Stuckdecken aus dem 18. Jahrhundert sind von hoher Qualität und viele von ihnen sind datiert, die Decken des Erdgeschosses und des Obergeschosses im südwestlichen Turm 1706 und die Decken eines Raumes und eines Kabinetts im Südflügel 1717. Erwähnenswert ist auch die besondere Rokokodecke mit Hochrelief im heutigen Trauzimmer (Nordwestecke). In demselben Raum befindet sich auch ein Kachelofen mit Darstellungen der Vestalinnen. In der Halle, ist der Boden mit großen Marmorplatten bedeckt. Im Untergeschoss befinden sich ehemalige Küchen mit Einbauschränken unter verschiedenen Gewölben. Die Haupttreppe stammt wahrscheinlich vom Anfang des 18. Jahrhunderts, erhielt aber Ende des 19. Jahrhunderts eine neue Balustrade mit eleganten gusseisernen Stäben. In den Jahren 1982–1983 wurde ein Aufzugschacht angebaut und die ehemaligen Küchen wurden zu Versammlungs- und Kantinenräumen umgebaut.

## Würdigung
Schloss Ruurlo, das zum historischen Landgut Ruurlo gehört, ist von allgemeiner kulturhistorischer und architektonischer Bedeutung:
- wegen seines Alters;
- aufgrund seiner Bau- und Entwicklungsgeschichte, die repräsentativ für viele mittelalterliche Adelssitze ist;
- wegen der architektonischen Gestaltung, die das Ergebnis von ca. 500 Jahren des Ausbaus und (Wieder-)Aufbaus ist;
- wegen des fast ursprünglichen Grundrisses und der Aufteilung.